# 伊塔博拉伊

伊塔博拉伊是巴西的城市，位於該國東南部，距離首都里約熱內盧約40公里，由里約熱內盧州負責管轄，始建於1672年，面積424.2平方公里，海拔高度17米，受熱帶氣候影響，2010年人口218,090。
22°44′38″S 42°51′32″W / 22.74389°S 42.85889°W